# 高知南警察署
高知南警察署（こうちみなみけいさつしょ）は、高知県警察が管轄する警察署の一つ。

## 所在地
- 高知市桟橋通四丁目15番11号

## 管轄区域
- 高知市のうち鏡川の右岸側の区域又は浦戸湾以西の区域（高知警察署及び高知東警察署の管轄区域を除く）

## 沿革
- 1899年（明治32年）7月1日：高知県警察部高知水上警察署を農人町に設置。
- 1905年（明治38年）4月1日：潮江村南ノ丸に移転。
- 1936年（昭和11年）9月1日：浦戸警察署に改称[1]。
- 1938年（昭和13年）5月19日：高知港警察署に改称[1]。
- 1948年（昭和23年）2月1日：国家地方警察高知県本部に移管され、中央地区警察署に改称[1]。
- 1954年（昭和29年）7月1日：高知県警察に移管、高知県高知南警察署に改称。
- 1956年（昭和31年）10月：警備艇「こだか」を配置。
- 1959年（昭和34年）2月11日：この日の未明に起きた風呂がまからの出火による火災により庁舎全焼。長浜警部補派出所で仮業務を行う。
- 1960年（昭和35年）5月9日：庁舎落成。
- 1983年（昭和58年）
  - 7月14日：土佐警察署より春野町平和を移管。
  - 9月1日：高知市桟橋通五丁目3番23号から現在地に新築の庁舎に移転。
- 1984年（昭和59年）4月1日：鴨田・朝倉の両地区の全域と旭街地区の一部を高知警察署から移管。鴨田・朝倉の両派出所と小石木駐在所が本警察署所属となる。
- 2005年（平成17年）4月1日：小石木駐在所を廃止し、その業務を梅ノ辻交番に移管。
- 2007年（平成19年）4月1日：署所在地を廃止し、その業務を梅ノ辻交番に移管。
- 2014年（平成26年）4月1日：土佐警察署より旧春野町の残余部分を移管される。
- 2020年（令和2年）2月20日：鴨田交番を高知市鴨部一丁目11番8号から同市神田1333番地1に新築移転。

## 組織
- 警務課
- 会計庶務課
- 刑事課
- 生活安全課
- 地域課
- 交通課
- 警備課

(高知南警察署ホームページを参考にした。)

## 交番
- 梅ノ辻交番 - 高知市梅ノ辻5番24号
- 鴨田交番 - 高知市神田1333番地1
- 朝倉交番 - 高知市曙町一丁目4番29号
- 長浜交番 - 高知市長浜1624番地27

## 駐在所
- 桂浜駐在所 - 高知市浦戸779番地
- 春野東駐在所 - 高知市春野町平和3393番地13
- 弘岡駐在所 - 高知市春野町弘岡中32番地11

## 警備艇
- 高1 たけより 平成8年就役 41t

## 周辺
- 高知市立自由民権記念館
- とさでん交通本社

## アクセス
- とさでん交通桟橋線桟橋通四丁目停留場から徒歩100m